# Respiração (fisiologia)
Respiração (do termo latino respiratione) é o processo pelo qual um organismo vivo troca oxigénio e dióxido de carbono com o meio ambiente. O oxigénio é necessário para a respiração celular, enquanto que o dióxido de carbono é um sub-produto do metabolismo e deve ser retirado do organismo.
Com a grande diversidade de organismos multicelulares, entre animais e plantas, existe igualmente uma grande variedade de aparelhos respiratórios, para além de que muitos organismos de pequenas dimensões realizam as trocas gasosas por difusão através da sua epiderme.

## Respiração nos animais
Existem dois tipos principais de respiração entre os animais:
- Respiração aérea e
- Respiração aquática

### Respiração aérea
Nos vertebrados terrestres e nos dipnoicos, as trocas gasosas da respiração realizam-se em órgãos denominados pulmões, mais especificamente, nos alvéolos pulmonares, cujas paredes são altamente irrigadas por vasos sanguíneos. É entre o sangue ali correndo e o ar no pulmão que se realiza a troca de gases, num processo denominado hematose pulmonar. A entrada e saída do ar – com composição diferente, devido às referidas trocas gasosas – é provocada pelos movimentos (geralmente involuntários) dos músculos do tórax.
Nos moluscos terrestres, como o caracol das hortas, existe também um órgão com a mesma função denominado "pulmão", mas com uma origem e estrutura muito diferente do dos vertebrados.
Os artrópodes terrestres, como a maior parte dos insetos e aracnídeos, respiram por um sistema de traqueias, finos tubos de quitina que abrem para o exterior por poros na cutícula e transportam o ar até à hemolinfa, que banha os vários órgãos. Algumas aranhas possuem um órgão formado de traqueias chamado pulmão foliáceo.

### Respiração aquática
Os animais aquáticos têm de obter o oxigénio para as suas funções vitais da água, onde a sua concentração é geralmente muito baixa. Nas águas abaixo da superfície, a sua concentração típica é de cerca de 5 ml/l, ou seja, 0,0005 %, em comparação com cerca de 20% na atmosfera.
Os organismos de pequenas dimensões, como os do plâncton, obtêm suficiente oxigénio por difusão através da cutícula, mas os de maiores dimensões, como os peixes desenvolveram estruturas especiais – as brânquias – e formas de aumentar o fluxo de água sobre essas estruturas. Os peixes ósseos têm normalmente as brânquias alojadas numa cavidade que tem uma abertura para o exterior fechada por um opérculo, uma placa óssea que se movimenta para controlar o fluxo de água; os seláceos, como os tubarões, que não possuem opérculos, mas apenas fendas branquiais, aumentam o fluxo de água nadando a alta velocidade de boca aberta, provocando assim a entrada de água para a cavidade branquial.
Os artrópodes aquáticos (principalmente larvas de insetos) desenvolveram uma espécie de "brânquias" formadas por traqueias.

## Respiração das Plantas
Entre as "plantas" (de acordo com a taxonomia de Lineu, incluindo algas e fungos), apenas as plantas vasculares têm um verdadeiro "aparelho respiratório" formado por estomas, pequenos orifícios na epiderme por onde entra o ar para os tecidos onde se realiza a respiração celular e a fotossíntese. Os restantes grupos de plantas respiram por difusão dos gases - quer atmosféricos, quer dissolvidos na água - por difusão através da superfície dos seus órgãos.
Os vegetais autotróficos (que realizam a fotossíntese) necessitam de dióxido de carbono para essa função e, por isso, durante o dia solar, absorvem tanto este gás como o oxigénio necessário para a respiração celular; à noite, as plantas verdes consomem oxigénio e expelem dióxido de carbono.
Os fungos, que são heterotróficos, utilizam apenas o oxigénio na respiração e expelem dióxido de carbono.

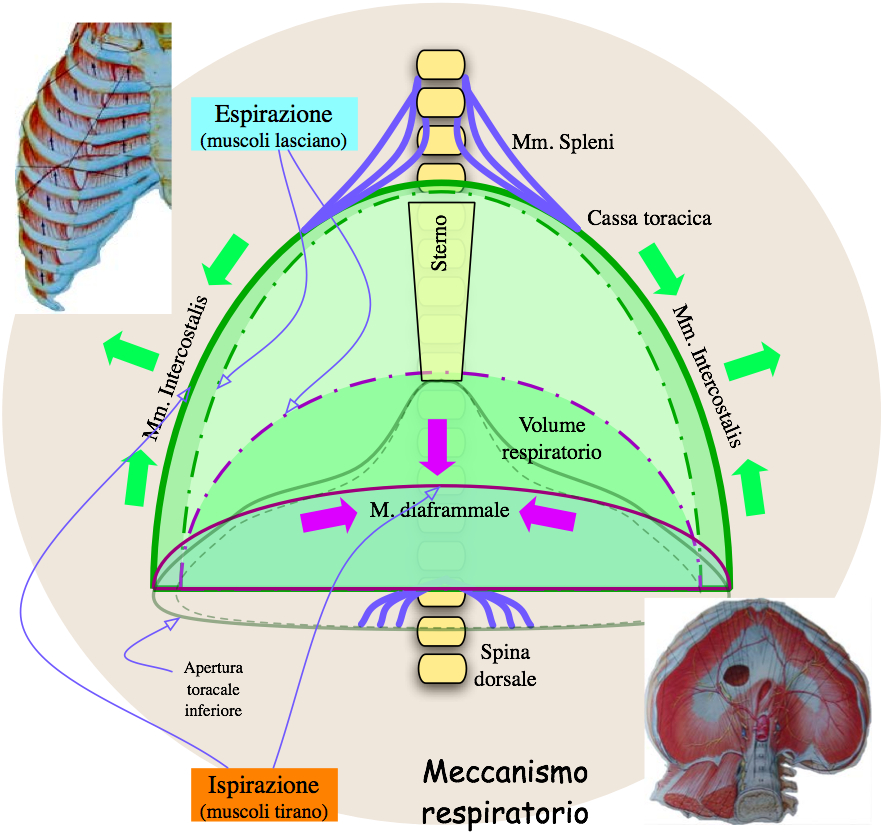
Diagrama mostrando o funcionamento do aparelho respiratório humano